# Leroy (película de 2007)
Leroy es una película de comedia alemana de 2007 dirigida por Armin Völckers. Entre otros, destaca la presencia del rapero Afrob.

## Sinopsis
Leroy es un chico de 17 años que vive en Berlín. Le gusta leer a Goethe, toca el violonchelo y es bastante tímido y reservado. Su padre dedica su tiempo a publicitar inventos de dudosa utilidad, como un cinturón contra la radiación de los teléfonos móviles, que presenta en Japón. Su madre es una mujer liberal y comprensiva. Por otra parte, además de sus estudios, Leroy también asiste a clases particulares, con un prepotente profesor que apenas resuelve sus necesidades. Todo hace indicar que Leroy está bastante ocupado cuando se enamora de la bella Eva. Cuando ella le devuelve su afecto, su felicidad parece evidente, aunque la realidad es compleja y paradójica, porque Leroy es alemán, pero de piel oscura. Eva, que se apellida Braune, tiene un padre conservador y sus hermanos coquetean con ideas neonazis. Así que no faltarán problemas a esta joven pareja entre un amigo suicida, los estúpidos pero despiadados cabezas rapadas, un conocido judío gay de Eva y los amigos extranjeros de Leroy. La situación se agrava cuando los radicales neonazis, instigados por los hermanos de Eva, hieren a ésta en un ataque contra Leroy. Leroy entra en una profunda crisis de identidad, a la que contribuyen sus encuentros con Blacula, icono del movimiento Black Power, y su franco profesor de alemán. 

## Reparto
- Alain Morel - Leroy
- Anna Hausburg - Eva Braune
- Constantin von Jascheroff - Dimitrios
- Günther Kaufmann - padre de Leroy
- Eva Mannschott - madre de Leroy
- Arnel Taci - Achmed
- Paul Maaß - Hanno
- Julius Jellinek - Horst
- Afrob